# IC 10 X-1
IC 10 X-1 est une source de rayons X située dans la galaxie naine irrégulière IC 10. Elle correspond à une binaire X à forte masse dont l'étoile ordinaire est une étoile Wolf-Rayet et l'objet compact un trou noir stellaire. La masse de ce trou noir en fait l'objet le plus massif de cette classe connu à ce jour. C'est également le premier système étoile Wolf-Rayet-trou noir détecté, un second ayant été découvert peu après (NGC 300 X-1 (pl)).

## Découverte
IC 10 X-1 a été découverte à l'aide du satellite artificiel ROSAT en 1997. Sa contrepartie optique a été identifiée comme étoile Wolf-Rayet en 2004,. La modulation du flux émis en X a été mise en évidence avec le satellite artificiel SWIFT en 2006, indiquant une période orbitale de ce système de l'ordre de 35 heures. Cette donnée, combinée à la mesure de la vitesse radiale de l'étoile compagnon mesurée par spectroscopie, a permis de déterminer la fonction de masse du système, égale à 7,8 masses solaires, correspondant à la limite inférieure sur la masse du compagnon de l'étoile. Une telle valeur de la masse est très supérieure à la masse maximale d'une étoile à neutrons, prouvant avec certitude que le compagnon est un trou noir. En réalité, la masse du trou noir apparaît largement supérieure à la limite inférieure de 7,8 masses solaires, du fait de la masse importante de l'étoile Wolf-Rayet. Cette dernière est considérée comme étant au minimum de 17 masses solaires, le chiffre de 35 ayant été proposé sur foi des données spectroscopiques sur cette étoile. La masse du trou noir déduite de ces valeurs est estimée entre 24 et 33 masses solaires.
La distance séparant l'étoile du trou noir apparaît trop grande pour que l'étoile emplisse complètement son lobe de Roche. Ce n'est donc pas parce que l'étoile est trop grosse, ou trop rapprochée du trou noir que de la matière s'en échappe, mais parce qu'elle est le siège d'un fort vent stellaire.